# Битва під Срібним
Би́тва під Срібним або Срібнянська різани́на (13 (23) квітня 1659) – епізод московсько-української війни 1658—1659 років. Московський корпус князя Семена Пожарського розгромив козаків Прилуцького полку на чолі з полковником Петром Дорошенком і захопив Срібне. Під час каральної акції загарбники спалили місто і вбили або захопили у полон його жителів.

## Передісторія

### Московсько-українська війна на Лівобережжі
У серпні 1658 розпочалась війна між Московським царством і Гетьманщиною через бажання царя підпорядкувати внутрішню та зовнішню політику уряду гетьмана Івана Виговського. Бойові дії точились одразу на кількох театрах: у Білорусі, поблизу Києва (де перебував потужний московський гарнізон), а також – на Лівобережжі. У жовтні на територію Полтавського полку вторгся 15-тисячний московський корпус князя Гр. Ромодановського. Спираючись на підтримку місцевих козаків – учасників антигетьманського повстання М. Пушкаря – московити захопили Полтаву та Миргород, намагалися поширити контроль і на Лубенщину та Прилуччину.
На початку 1659 гетьманським військам за допомогою союзних кримських татар вдалося витіснити загарбників з більшої частини Лівобережжя. У відповідь на це московський цар Олексій Михайлович відправляє в Україну ще більше – 30-тисячне військо – на чолі з воєводою князем Олексієм Трубецьким. У його складі, зокрема, була еліта помісної кінноти Московського царства — московські бояри, дворяни та «діти боярські». Окупанти перетнули кордон Гетьманщини 29 березня (8 квітня) 1659 та зайняли Костянтинів. Тут до московитів приєдналося до 7 тисяч козаків — прибічників призначеного царем «наказного гетьмана» Івана Безпалого.
Гетьман Іван Виговський з основними силами відійшов до Чигирина, де збирав підкріплення та очікував підходу кримськотатарських союзників. На півночі Лівобережжя він залишив заслони з козаків місцевих полків під орудою наказного гетьмана Гр. Гуляницького, що мали завдання затримати ворога та скувати його сили. Базою Гуляницького був Конотоп, у напрямку якого 10 (20) квітня 1659 виступили війська Трубецького. Наказ рухатися у бік Конотопа ще раніше отримала окупаційна армія Ф. Куракіна (понад 18 тис. вояків), яка розташовувалась у Лохвиці та забезпечувала контроль над півднем Лівобережжя. Можливе з’єднання двох московських армій несло смертельну загрозу для гетьманських сил на Сіверщині. В резерві у Виговського залишався Прилуцький полк на чолі з полковником Петром Дорошенком.

### Похід Дорошенка на Лохвицю, сутички під Голінкою та Карпилівкою, відступ до Срібного
5 (15) квітня 1659 Дорошенко вступив до міста Срібного, виконуючи наказ гетьмана. У прилуцького полковника було недостатньо сил для того, щоб відкрито вступати у бій з армією Куракіна, проте він міг спробувати зв’язати руки московському командувачу партизанськими діями. 8 (18) квітня 1659 розвідка доповіла Куракіну, що Дорошенко зі своїм полком прямує у бік Лохвиці. Назустріч козацькому полковнику московський воєвода відправив зведений корпус на чолі з князем Семеном Пожарським і стольником Петром Скуратовим.
Козаки дійшли до Голінки, де зіштовхнулися з авангардом московського війська. Зрозумівши, що ворог має велику чисельну перевагу, Дорошенко вирішив відступати назад. Того ж дня відбувся бій поблизу Карпилівки, який не виявив переможця. З настанням темряви прилуцький полковник продовжив відступ до Срібного, а московити повернулися до свого табору у Лохвиці.
Московський воєвода Федір Куракін вирішив остаточно ліквідувати загрозу з боку Дорошенка. Козаки, тим часом, готувалися до оборони Срібного.

## Сили сторін

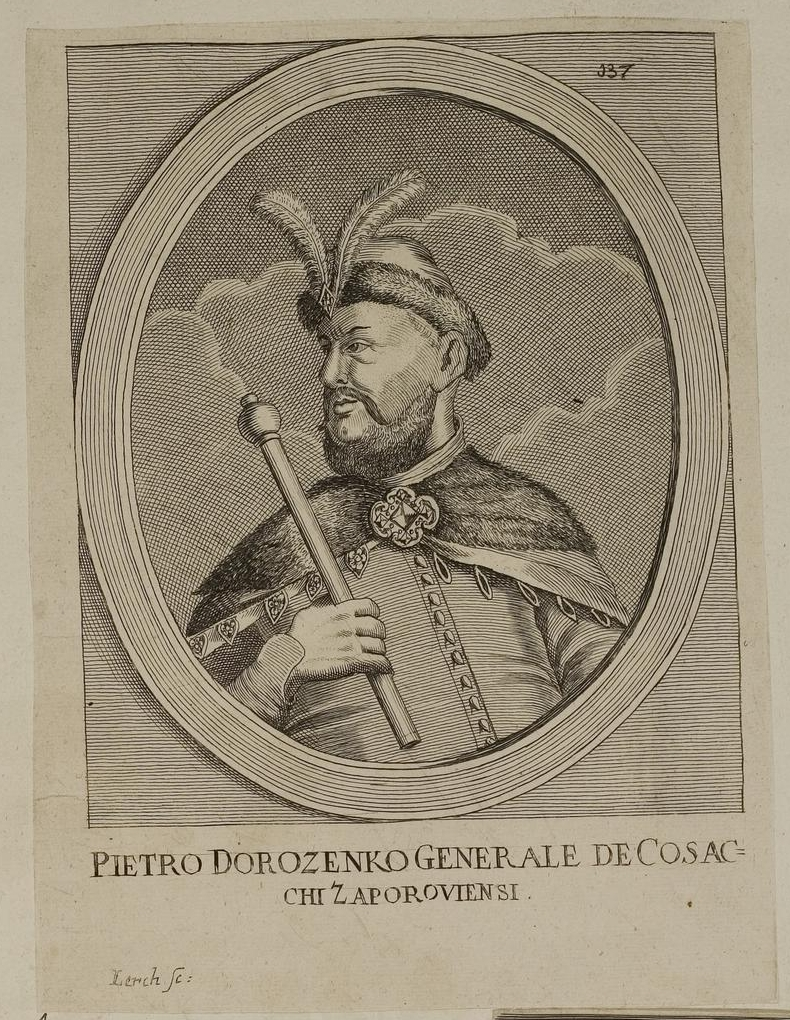
Петро Дорошенко. Німецька гравюра XVII ст.

У сотенному місті була дерев’яна фортеця, збудована на початку XVII ст. річпосполитськими магнатами Вишневецькими. Її укріплення зазнали руйнувань у 1648 році та, судячи зі всього, були не надто надійні.
Московські командувачі у своїх донесеннях оцінювали чисельність гарнізону міста у 5 тис. вояків. Його основу складали реєстрові козаки Прилуцького полку. У 1653 полк виставляв у похід 3,5 тис. козаків. Станом на 1659 чисельність підрозділу, вірогідно, була меншою з огляду на втрати, яких прилучани зазнали у попередні роки, передусім — у війні з Пушкарем.
Із московських донесень також відомо, що зброю до рук при обороні міста взяли і посполиті «срібнянці» – місцеві міщани. Згідно з присягою 1654, у Срібному налічувалось 1228 повнолітніх жителів чоловічої статі, тож максимальна чисельність ополчення не могла перевищувати 1000 комбатантів.
За підрахунками російського історика Ігоря Бабуліна, у каральну експедицію проти Срібного воєвода Ф. Куракін відправив приблизно 8,4 тис. кінноти та піхоти (професійних вояків, без урахування «бойових холопів» або «послужильців», які складали близько половини війська). Згідно з московськими звітами, під командуванням князя С. Пожарського було 20 сотень дворян і «дітей боярських» з Бєлгородщини, Рязані, Кашири, Тули та Коломни, 2 роти копійників, рейтарський ескадрон, 3 прикази (полки) московських стрільців, приказ (полк) бєлгородських стрільців, 4 солдатські ескадрони, два драгунські ескадрони, 3 драгунські роти та «охочі люди» (добровольці з інших підрозділів).

## Взяття Срібного московитами

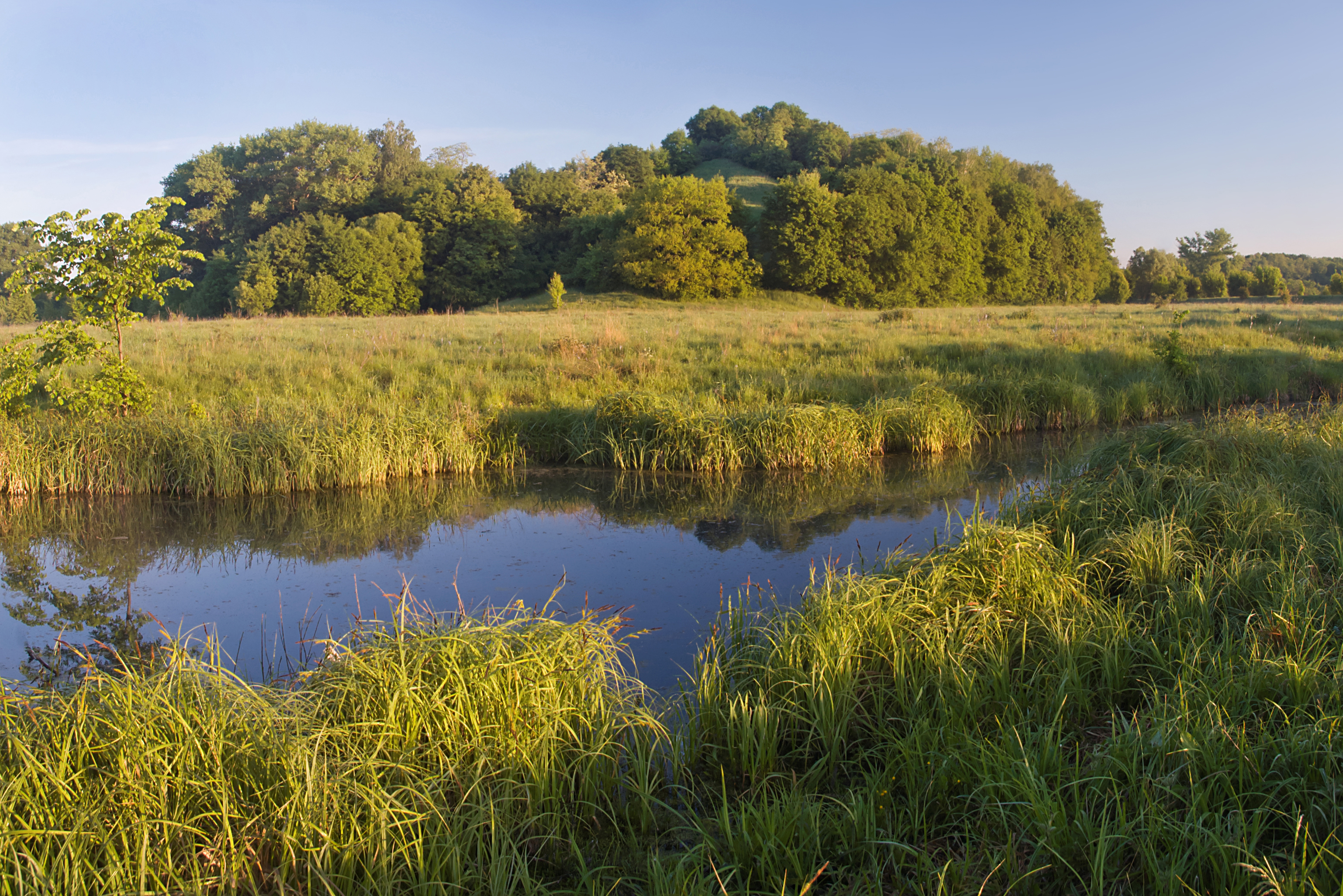
Данчичева гора — місцевість на південно-західній околиці Срібного. Сучасне фото

Московське військо підступило до Срібного вранці 13 (23) квітня 1659. Козаки зустріли ворога добре організованою обороною, підготувавши укріплення на переправах через річку Лисогір з південно-східного боку міста («под Сребреное переправы злыя»). Згідно з донесенням Куракіна, захопити переправи московитам вдалося близько третьої години дня, після чого оборонці відійшли під захист мурів Срібнянської фортеці.
Штурм міста був «жорстоким» і тривав три години. Зрештою, спротив захисників було зламано («твои великого государя ратные люди к городу приступали жестоким приступом, и, Божией милостью город Сребреное взяли часу в шестом [часу] дни»). Частина гарнізону відступила через болото, включаючи полковника Петра Дорошенка, який втратив у бою коня («Дорошенко як заєць, гонений по тамтешніх болотах, заледве врятувався втечею від тодішньої своєї біди», — з літопису Самійла Величка).
У боях за Срібне загинуло кількасот реєстрових козаків, втрати озброєних міщан, імовірно, були більшими. Переможцям дістався полковий прапор Прилуцького полку, полковничий бунчук, литаври та кілька гармат. У полон потрапило двоє сотників і городовий отаман. Водночас, донесення воєводи Куракіна царю про знищення всієї козацької старшини Прилуцького полку («достальные, государь, начальные люди в приступе все побиты»), вочевидь, є значним перебільшенням. Вже за кілька місяців полк відновив боєздатність і взяв участь у Конотопській битві.
Московити втратили вбитими та пораненими не більше 100 професійних вояків (відомо, що полк Пожарського не дорахувався 10-х убитими та 49-х пораненими) з невідомими втратами серед «бойових холопів». Розгромивши Дорошенка, 14 (24) квітня 1659 князь Ф. Куракін вирушив із Лохвиці до Конотопа. Московське військо безперешкодно дісталося до стін міста та 21 квітня (1 травня) 1659 розпочало його облогу.

## Спалення міста та різанина

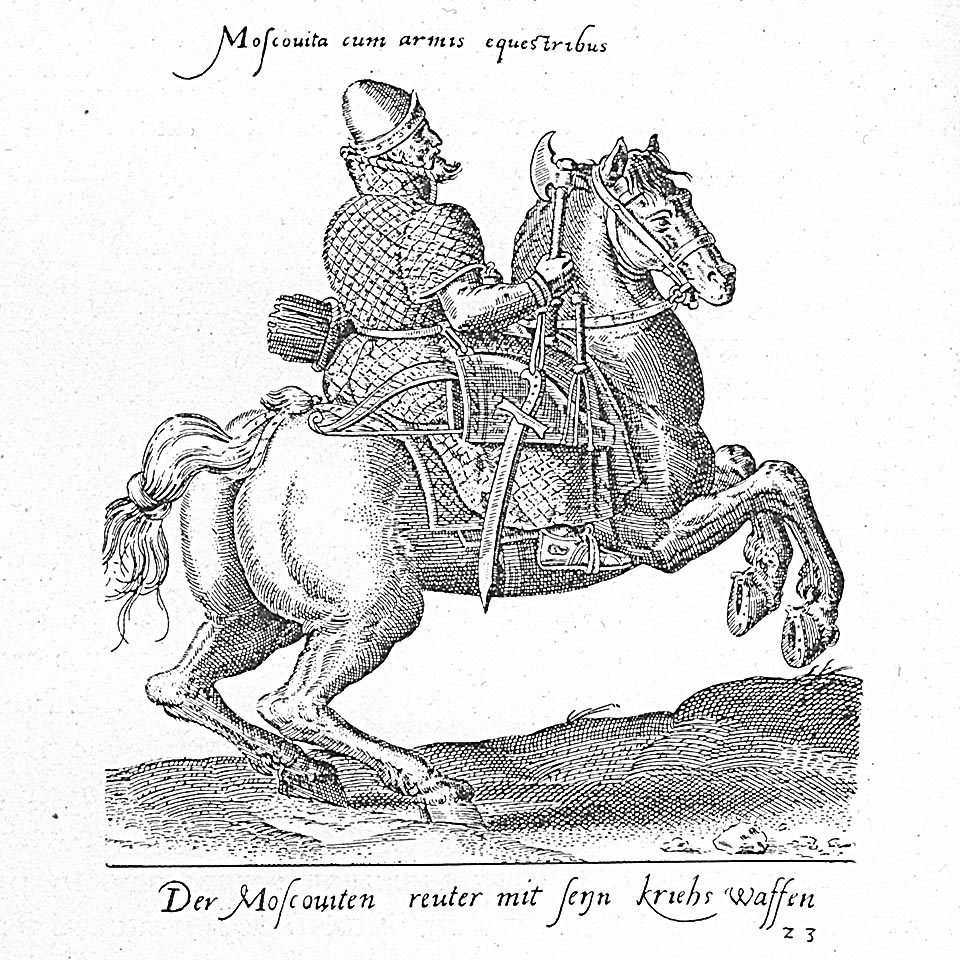
Московський кавалерист. Німецька гравюра XVII ст.

За наказом князя Семена Пожарського захоплене Срібне було спалене разом із передмістями, про що Ф. Куракін згадав у донесенні царю Олексію Михайловичу («а город, государь, в приступное время зажгли, и город и посад выгорели, а церковь в то время от пожару огнем разорена»). Про долю місцевого населення московські документи не згадують.
За свідченням козацького літописця Самійла Величка, Пожарський влаштував у Срібному різанину, вбивши частину жителів, а решту забравши у полон («дістав місто Срібне, а тамтешніх жителів одних вирубав, а інших забрав у полон з усіма їхніми набутками»). Видатний український історик ХІХ ст. Микола Костомаров у своїй праці «Гетьманство Виговського» стверджував, що Пожарський «наказав перерізати всіх жителів міста Срібного».
Сучасні російські історики називають «міфом» твердження про «організовану різанину» жителів Срібного. Зокрема, Ігор Бабулін, не заперечуючи факту розправ над цивільними з боку московитів, виправдовує це участю міщан в обороні міста:
| Судити Пожарського… не можна вже в силу того факту, що сріблянці чинили збройний опір, тобто безпосередньо взяли участь у бою[1] [...] Мирні жителі Срібного стали заручниками у бунтівників, які, сховавшись у домівках, вели вогонь по русскіх. При штурмі слабко укріпленого міста, як звичайно буває, постраждало і цивільне населення[7]. |
З московських джерел відомо, що захоплених у полон козаків, міщан і членів їхніх родин відправили до Москви, де їхні сліди губляться. Згодом схожим чином окупанти вчинили з жителями Борзни. 12 (22) травня 1659 місто було захоплене московським воєводою Гр. Ромодановським, після чого спалене, його захисники вбиті, а члени їхніх родин забрані у полон та вивезені до Путивля.

## Демографічні наслідки різанини

Міська печатка Срібного 1735 року

Матеріали присяжних книг 1654 свідчать, що Срібне у середині XVII ст. було одним із трьох найбільших міст Прилуцького полку Гетьманщини. Тут було зафіксовано 1228 дорослих мешканців чоловічої статі (у найбільшому місті полку, Ічні, було 1798 дорослих чоловіків, у полковому центрі Прилуках — 1423). Таким чином, до різанини у Срібному могло мешкати приблизно 3 тис. жителів.
Податковий перепис 1666 фіксує у місті 114 міщанських дворів (козаки не враховані, адже не платили податків). У Прилуках, для порівняння (до різанини — місто зі співставною кількістю населення), було 343 двори. Це, з одного боку, свідчить про швидкі темпи відбудови та нового заселення Срібного після знищення, з іншого — підтверджує демографічну катастрофу, якої зазнало місто у період між 1654 і 1666 роками. З матеріалів перепису також випливає, що у 1666 році у Срібному був практично відсутній ремісничий прошарок населення.

## Пам'ять
Різанина у Срібному справила сильне враження на сучасників, про трагедію пам’ятали і наступні покоління козаків. Так, описуючи розгром московитів під Конотопом у липні 1659, літописець Самійло Величко (мешкав на межі XVII і XVIII ст.) пояснює невдачу загарбників «Божою карою» за пролиття безневинної крові:
| Отак винагороджено було, Бог так зволив, розором і кров’ю війська і його власною невинне пролиття крові сріблянських мешканців і розор міста, що їх учинив Пожарський[5]. |
Тема бою під Срібним і знищення міста московитами була де-факто табуйована у російській імперській і радянській історіографіях. У рідкісних випадках про бій згадували, але у цілком викривленому контексті. Так, у виданні «Історія міст і сіл Української РСР. Чернігівська область» (1972) стверджується нібито «повстале населення» Срібного воювало на боці «російських військ» проти «військ зрадника гетьмана Виговського, який намагався відірвати Україну від Росії». При цьому сфальшована дата події (1658 замість 1659). Про різанину у місті, влаштовану московитами, у статті не згадано.